# عالمگیر غازی
عالمگیر غازی (انگلیسی: Alamgir Ghazi؛ زادهٔ ۹ مهٔ ۲۰۰۱) بازیکن فوتبال اهل پاکستان است.
وی همچنین در تیم‌های ملی فوتبال زیر ۲۳ سال پاکستان، و پاکستان بازی کرده است.